# Parafia Matki Bożej Szkaplerznej w Orzyszu
Parafia Matki Bożej Szkaplerznej – rzymskokatolicka parafia leżąca w dekanacie Orzysz należącym do diecezji ełckiej. 

## Historia
Na początku wieku XVI w Orzyszu istniał kościół katolicki jako filia Okartowo, należał do dekanatu reszelskiego. W okresie reformacji na ziemi orzyskiej dominujące stało się wyznanie ewangelickie. Protestanci wybudowali nowy kościół w 1530 roku, który został w późniejszych latach odrestaurowany po uszkodzeniu od uderzenia pioruna. Wieża kościoła została wzniesiona w połowie XVII wieku, ale uległa zniszczeniu w wyniku pożaru w 1820 r. Główny ołtarz pochodził z poł. XVII w. Został usunięty po II wojnie światowej. Obecny ołtarz został wykonany w 1948 r. przez Ojców Franciszkanów z Niepokalanowa z inicjatywy ks. Adamskiego. Został zaprojektowany był przez ks. prof. Skałbana z Łodzi. 11 maja 1961 r. biskup warmiński Tomasz Wilczyński poświęcił nową figurę ufundowaną przez orzyszan, rzeźbioną Matkę Bożą Szkaplerzną, w 1966 r. Chrzcielnicę jako dar na tysiąclecie Chrztu Polski. W 1974 r. wykonano przez pana Kośmickiego z Poznania witraże we wszystkich oknach. 
Od 1987 w Orzyszu posługują Siostry Dominikanki, jedna z nich jest organistką i zakrystianką, pozostałe zajmują się prowadzeniem katechezy w szkołach.
25 marca 1992 parafia weszła w skład nowo utworzonej diecezji ełckiej. Została erygowana 5 grudnia 1998 roku przez bp. Wojciecha Ziembę. W latach 2000–2019 proboszczem był ks. Lech Gardocki. Za jego kadencji parafia zaczęła funkcjonować samodzielnie.
Do 30 września 2020 parafia należała do dekanatu Biała Piska, kiedy to decyzją biskupa ełckiego Jerzego Mazura powołano dekanat Orzysz – św. Jana Pawła II w Orzyszu. Parafia stała się wówczas siedzibą dekanatu, a proboszcz ks. kan. dr hab. Roman Szewczyk pierwszym jego dziekanem.
Plebania pochodzi z początku XXI w. Powstała dzięki staraniom ks. Lecha Gardockiego. Parafia nie posiada własnego cmentarza. Wierni chowani są na cmentarzu komunalnym.

## Zasieg parafii
Do parafii należą wierni z miejscowości: Orzysz (część), Aleksandrowo, Bielskie, Czarne, Danowo, Gaudynki, Góra, Grądy Podmiejskie, Grzegorze, Mikosze Osada, Mikosze Wieś, Odoje, Pianki, Sumki, Szwejkówko, Ublik.